# Наклапала
Наклапала (чеш. Pábitelé) је књига прича чешког књижевника Бохумила Храбала (чеш. Bohumil Hrabal) објављена 1964. године. Српско издање књиге објавила је "Просвета" из Београда 1997. године, у преводу Милана Чолића, који је сачинио и нови избор прича. 

## О аутору
Бохумил Храбал (28. март 1914, Брно, Чешка — 3. фебруар 1997, Праг), је један од најпознатијих чешких аутора. Дипломирао је право на Карловом универзитету али се никада није бавио правом. Радио је као продавац, у позоришту као радник на кулисама и статиста, као агент осигурања, трговачки путник, на пословима у фабрици и као канцеларијиски радник. Од 1963. године почиње да живи од писања, али је 1968. године осудио совјетску окупацију Чекословачке и то му доноси забрану објављивања до 1975. године. Најсрећније године Храбаловог стваралашта је у периоду од 1963. до 1969. године.

## О књизи
"Наклапало", на чешком језику "pabitel", је реч која по Храбалу означава човека који говори шта хоће и мисли, онда то стави на папир, па се чак и труди да то своје "писаније" понуди некој издавачкој кући. Сâм Храбал се из све снаге трудио да то и да уради и оствари, и углавном је и успевао, писао је оно што је мислио, што је чуо од других по пивницама.
Књигу Наклапала је превео ауторов близак пријатељ Милан Чолић који је уместо поговора написао текст Наклапала и Храбал. У тексту где Чолић пише о Храбаловом стваралаштву стоје и ове реченице:
"Храбал је, у то нема сумње, заслужио да се о њему (можда?) напише и другачији текст, али је Храбал, тај светски првак у наклапању и иронији својственој практично само Пражанима и писцима из Прага, заслужио да се о њему пише управо овако и никако другачије. Или тачније - он није заслужио да се о њему пише на академски начин, онако како се то обично пише о првацима света у литератури, а он је то био, иако није добио Нобелову награду коју је заслужио више него сигурно, и за надати је се да ће се комисија за доделу те награде барем ове године сетити и освестити и доделити му је, барем посмртно, док ће се он свему томе цинично и иронично смејати са планете број 4112 која носи његово име... И зато - нека му је слава, а земља може да му буде и тешка, поготову што се он неће налазити нити се налази испод ње, већ се налази у урни поред урне земних остатака своје жене Пипси (јединог створења кога се у ствари бојао и прибојавао, да не кажем да је поштовао, јер никада и никога није поштовао) буквално забоден у гајбу од пива на гробљу у Храдишту, у близини Керска, на гробу који је за рођендан подарио својој жени..."
Чолић је у тексту изнео своје носталгично сећање на дугогодишњег пријатеља, и то у храбаловском стилу приповедања у једном даху. Храбалово дело назива култним и сматра га вредним Нобелове награде, а такав преводиочев субјективни однос према ауторовом делу осећа се и у самом преводу овог избора прича.
У Чолићевом избору прича појављују се једна приповетка и две новеле које су код нас већ преведене раније. Реч је о приповетки "Гозба"  и новелама "Композиције посебног резима" (до сада позната под називом "Строго контролисани возови") и "Барон Минхаузен". Поред ова три "поновна" превода, књига садржи још четири приповетке: приповетке "Наклапала" и "Ноћ када се Горби опраштао", као и новеле "Часови плеса за одрасле и напредне" и "Бамбини ди Прага 1947". Једино приповетка "Ноћ када се Горби опраштао" одудара од осталих, избором обухваћене прозе по свом датуму настанка. Док је осталих шест приповедака и новела Храбал написао 60-тих година, наведена приповетка написана је 1991. године.

## Приче
Приче које су заступљене у књизи Наклапала:
- Наклапала
- Гозба
- Часови плеса за одрасле и напредне
- Композиције посебног режима
- Ноћ када се Горби опраштао
- Бамбини ди Прага 1947
- Барон Минхаузен